# Yuri Radoniak
Yuri Radoniak (Grozny, 8 de octubre de 1935-Krasnodar Krai, 28 de marzo de 2013) fue un boxeador soviético. 

## Trayectoria
En 1958 acabó segundo en el Campeonato soviético y ganó el Campeonato Mundial del Ejército. Dos años después, consiguió el título soviético y la plata en los Juegos Olímpicos de 1960. Se retiró en 1962 con un récord de 197 victorias de 226 combates y siguió una larga carrera como entrenador. Entre 1962 y 1973 trabajó en el club del ejército soviético y entre 1972–76 fue seleccionador del equipo soviético. 
Fue el entrenador personal del olímpico Vyacheslav Lemeshev.